# Ořechov (Moravia meridionale)
Ořechov (in tedesco Urhau) è un comune della Repubblica Ceca facente parte del distretto di Brno-venkov, in Moravia Meridionale.